# Юншунь
Юншу́нь (кит. упр. 永顺, пиньинь Yǒngshùn) — уезд Сянси-Туцзя-Мяоского автономного округа провинции Хунань (КНР).

## История
Во времена империи Цин в XVIII веке была начата политика интеграции национальных меньшинств в общеимперские структуры, и в 1729 году здесь был создан уезд Юншунь. В 1822 году из уезда Юншунь был выделен Гучжанпинский комиссариат.
После образования КНР в 1949 году был создан Специальный район Юншунь (永顺专区), и уезд вошёл в его состав. В августе 1952 года специальный район Юншунь был расформирован, и уезд перешёл в состав Сянси-Мяоского автономного района окружного уровня (湘西苗族自治区).
28 апреля 1955 года Сянси-Мяоский автономный район был переименован в Сянси-Мяоский автономный округ (湘西苗族自治州).
20 сентября 1957 года Сянси-Мяоский автономный округ был переименован в Сянси-Туцзя-Мяоский автономный округ.

## Административное деление
Уезд делится на 12 посёлков и 11 волостей.

## Достопримечательности
- Древний посёлок Фужун, построенный вокруг водопада[2].